# Sabrina Fiore
Sabrina María Concepción Fiore Canata Morínigo (* 17. April 1996) ist eine paraguayische Handballspielerin, die dem Kader der paraguayischen Nationalmannschaft angehört.

## Karriere
Fiore spielte in Brasilien an der Colégio Castro Alves Handball, mit der sie mehrfach die Schulolympiade gewann. Später schloss sich die Kreisläuferin UnC/Concórdia an, mit dem sie 2017 und 2018 die brasilianische Meisterschaft gewann. Weiterhin gewann sie 2019 mit UnC/Concórdia die Süd-Zentralamerikanische Meisterschaft. Im Sommer 2020 schloss sich Fioro dem spanischen Erstligisten BM La Calzada an. Ein Jahr später wechselte sie zum brasilianischen Verein Handebol Concórdia. Im August 2022 zog sie sich eine schwere Knieverletzung zu. Im Januar 2024 schloss sich Fiore dem kosovarischen Verein KHF Ferizaj an, mit dem sie 2024 den kosovarischen Pokal gewann. Bei Ferizaj wird sie auf der Außenposition eingesetzt.
Fiore nahm mit Paraguay an der Weltmeisterschaft 2013 und an der Weltmeisterschaft 2017 teil. Bei der Panamerikameisterschaft 2017 errang sie mit Paraguay die Bronzemedaille. Weiterhin wurde sie mit 34 Treffern Torschützenkönigin des Turniers.